# Burgstein
Burgstein war eine Gemeinde im Vogtlandkreis in Sachsen. 1994 wurde sie gebildet aus den Orten Geilsdorf, Großzöbern, Gutenfürst, Heinersgrün, Kemnitz, Krebes und Schwand mit ihren jeweiligen Ortsteilen. 1999 wurde Dröda eingemeindet. Am 1. Januar 2011 wurde sie mit allen Ortsteilen in die benachbarte Gemeinde Weischlitz eingegliedert, mit der zuvor die Verwaltungsgemeinschaft Weischlitz bestanden hatte.

## Geographie
Burgstein liegt etwa 12 Kilometer südwestlich von Plauen und etwa 13 Kilometer nordöstlich von Hof. Der Norden des Gemeindegebietes wird vom Oberlauf der Weißen Elster durchzogen.

### Geologie
Der Burgstein, nach dem die Gemeinde benannt war, ist eine der typischen Erhebungen des Vogtländischen Kuppenlandes. Er besteht aus einer vulkanischen Paläobasaltbrekzie des Oberdevon (Erdaltzeit) und ist 546 m ü. NN hoch. Dort sind die dicht nebeneinanderstehenden Ruinen zweier spätmittelalterlicher Kirchen erhalten. Das Wandergebiet um den Burgstein ist als Burgsteinlandschaft ein Teil des flächenmäßig größeren und gleichnamigen Landschaftsschutzgebietes und Teile davon befinden sich im Grünen Band, dem ehemaligen Grenzschutzstreifen der DDR.

### Gemeindegliederung

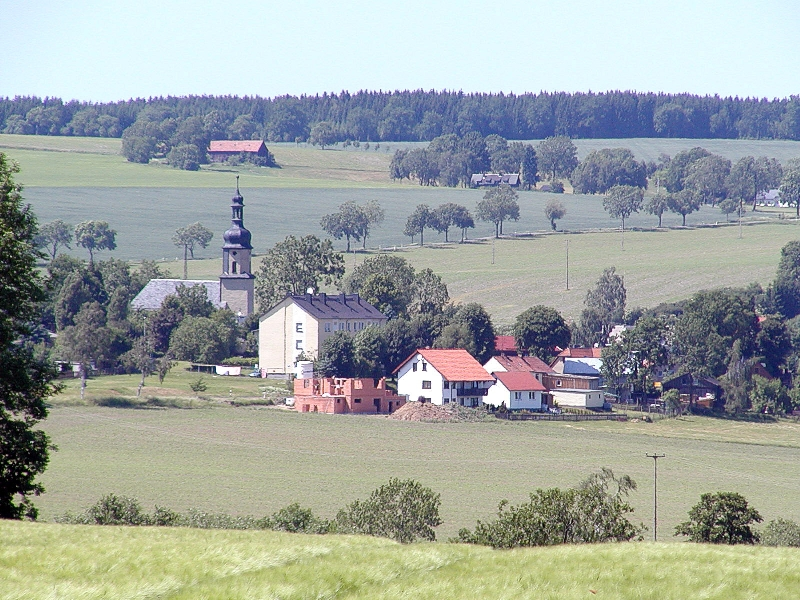
Der Ortsteil Kemnitz

Zu Burgstein gehörten folgende Ortsteile:
| - Berglas, 468 m ü. NN - Dröda, 401 m - Geilsdorf, 448 m - Grobau, 552 m - Großzöbern, 500 m | - Gutenfürst, 550 m - Heinersgrün, 510 m - Kemnitz, 510 m - Kleinzöbern, 454 m - Krebes mit Schwarzenreuth, 549 m | - Pirk, 390 m - Ruderitz, 450 m - Schwand, 520 m - Steins, 490 m - Türbel, 390 m |

## Geschichte

### Der Burgstein und die Burgstein-Ruinen

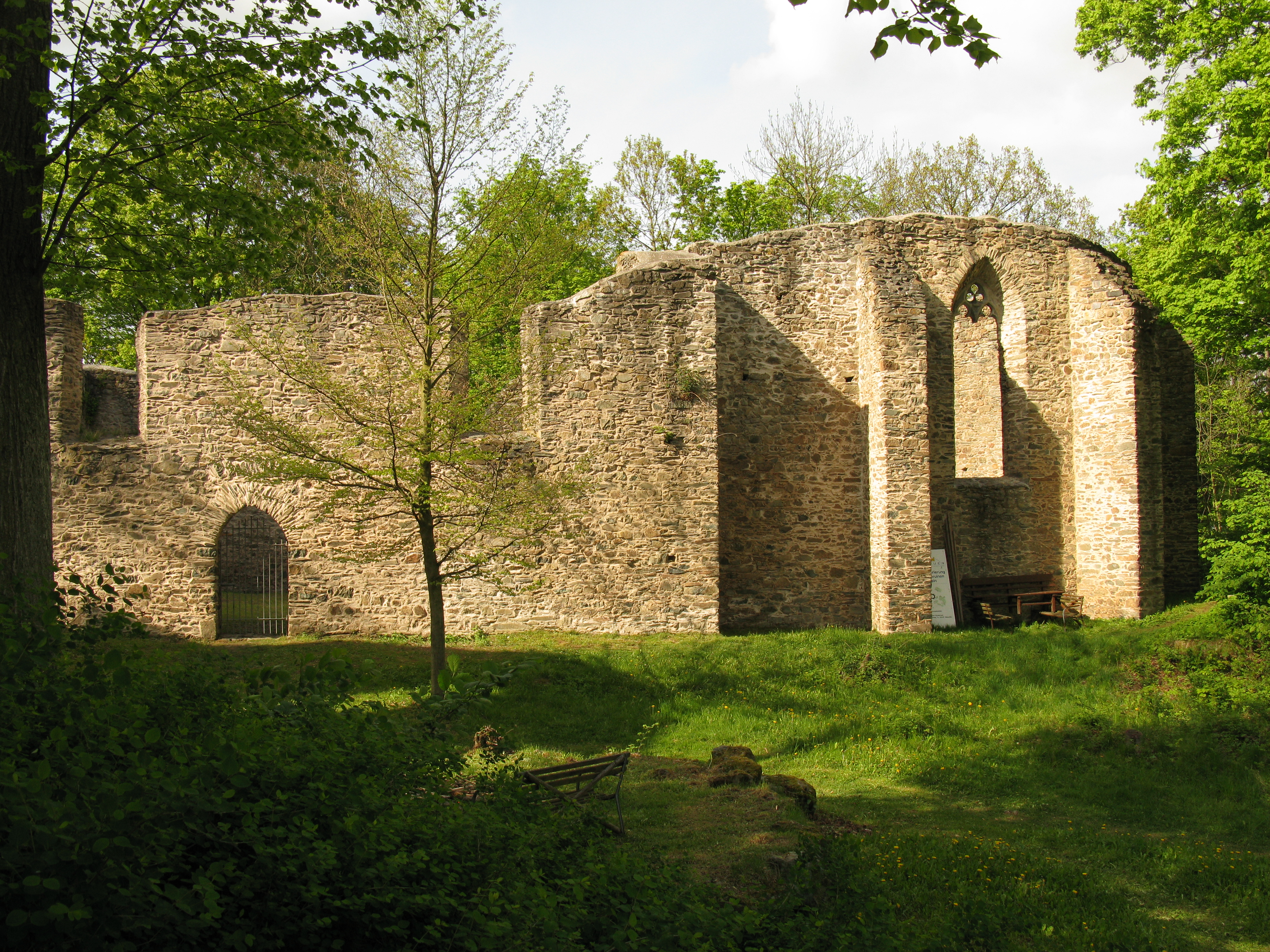
Untere Kirche der Burgsteinruinen in der westlichen Fluren von Ruderitz

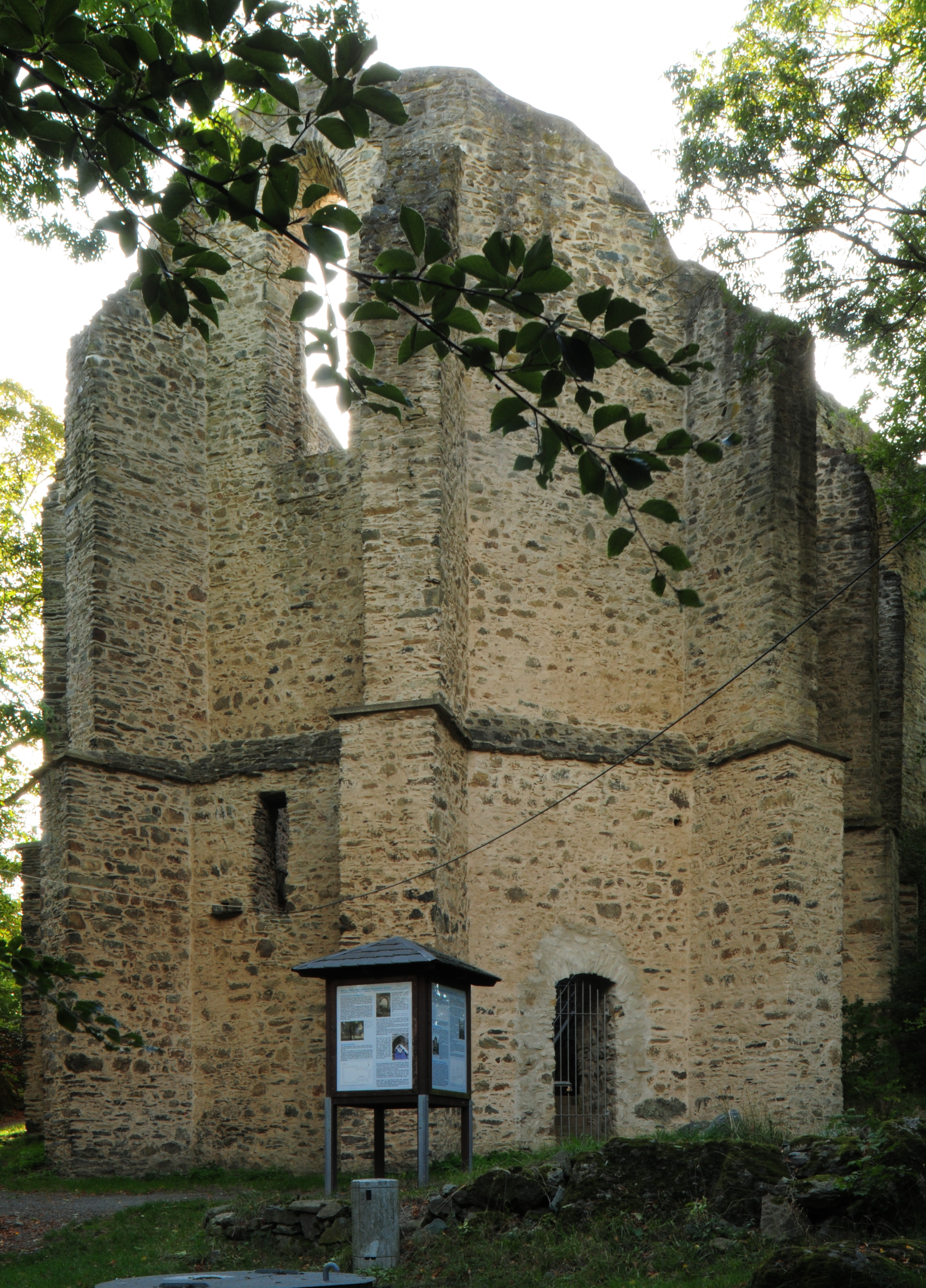
Obere Burgsteinkirche

Im Jahre 1479 ist „Bruckstein“ urkundlich belegt.
Die auf dem Burgsteinfelsen errichteten gotischen Sakralbauten sind seit 1486 als Wallfahrtsort belegt. Bereits 1520 verfiel eines der beiden Gebäude. Das höher gelegene Bauwerk auf der Diabasfelskuppe besteht aus zwei unterschiedlichen, miteinander verbundenen Körpern. Zur westlichen Seite ragt hier ein Turmfragment mit wehrhaftem Charakter und einen saalartigen Raum enthaltend empor. An dessen Ostwand schließt sich der andere Teil an, der mit einem geschlossenen und außen durch Strebepfeiler verstärkten Chor endet. Beide Bauwerksteile sind durch einen großen Bogen im Innern gegenseitig geöffnet und für ihre Erbauungszeit nimmt man die Jahre 1475–1476 an. Dieser Komplex wird als Obere Kirche bezeichnet. Die Untere Burgsteinkirche steht wenige Meter entfernt und seitlich versetzt auf der nach Osten hin abfallenden Felsfläche. Für die Erbauungszeit dieser noch mit senkrechten Mauern ebenso erhaltenen Saalkirche werden die Jahre 1485–1486 angenommen. An drei Seiten befinden sich gotische Spitzbogenportale aus Bruchsteinen und der Chor ist mit Strebepfeilern verstärkt, was zur Annahme eines ehemaligen Gewölbes im Innern Anlass gibt. Beide Bauwerkskörper wurden mit  Bruchsteinmauerwerk errichtet. Erste Sicherungsmaßnahmen der im ehemaligen schwer zugänglichen Grenzgebiet der DDR liegenden Bauzeugnisse fanden im Jahre 1992 statt.
Im Westen des Vogtlands gelegen, waren die Orte um den Burgstein im 14. Jahrhundert im Besitz des vogtländischen Adelsgeschlechts von Sack. Auf dem Burgstein ist zumindest für die 1420er Jahre ein Adelssitz archivalisch belegt („… daß [Edel-]lewt sein gesessen zu Burckstein[,] die haben geheyßen die Pucher“).
1474 entstand nach einer Marienerscheinung eine Wallfahrt, verbunden mit der Errichtung einer Wallfahrtskapelle (heute westliche Burgsteinruine), die zur Pfarrei des Nachbarortes Krebes und als sogenannte Streitpfarre somit zum Bistum Bamberg gehörte. Nicht zuletzt die Lage unmittelbar an der Grenze der Bistümer Bamberg und Naumburg führte zwischen beiden zu langjährigen Streitigkeiten um die vermutlich beträchtlichen Wallfahrtseinnahmen, die 1487 vertraglich beigelegt wurden.
Die Errichtung der zweiten, östlichen Burgsteinkirche ist im Zusammenhang mit der 1489 erfolgten Erhebung zur eigenständigen Pfarrei zu sehen (sie wäre demnach die Pfarrkirche der neuen Kirchgemeinde gewesen). In den Jahren 1512 und 1512 stiftete Kurfürst Friedrich der Weise (1463–1525), der zuständige Landesherr, Burgstein textile Ausstattungsgegenstände. Mit der Durchsetzung der Reformation im Vogtland und der damit verbundenen Ablehnung der katholischen Wallfahrtspraxis setzte der Niedergang der Doppelkirchenanlage ein. 1540 verfügte der sächsische Kurfürst Johann Friedrich den Abriss beider Burgstein-Sakralbauten, die in der Folge zwar nicht vollständig abgetragen, aber dem Verfall preisgegeben wurden. Die Mitglieder der Burgstein-Pfarrgemeinde wurden an die Kirche des Nachbarortes Geilsdorf verwiesen.
Bezüglich der Grundherrschaft gehörte der Burgstein in der Flur von Ruderitz zum Rittergut Geilsdorf im kursächsischen bzw. königlich-sächsischen Amt Plauen. Durch das Burgsteingebiet verlief bis ins 19. Jahrhundert die vogtländische Amtsgrenze. Während die nördlichen Orte Geilsdorf, Grobau, Gutenfürst, Kemnitz, Krebes mit Schwarzenreuth, Ruderitz, Schwand und Steins zum Amt Plauen gehörten, wurden die südlichen Orte Berglas, Großzöbern, Kleinzöbern, Dröda, Heinersgrün mit Marxgrün, Pirk und Türbel vom Amt Voigtsberg verwaltet. 1856 wurde Ruderitz mit dem Ortsteil Burgstein dem Gerichtsamt Plauen und 1875 der Amtshauptmannschaft Plauen angegliedert.
Im Zeitalter der Romantik wurde im 19. Jahrhundert der Burgstein mit seinem beiden Ruinen wiederentdeckt. Ein 1875/77 auf dem Burgstein erbautes Gasthaus erhöhte die Attraktivität des Ortes bis Anfang der 1950er Jahre beträchtlich und war vor allem zu Beginn des 20. Jahrhunderts Treffpunkt eines illustren Künstlerkreises um den vogtländischen Maler und Grafiker Hermann Vogel. Mit der Einrichtung des Sperrgebiets an der innerdeutschen Grenze wurde das bis dahin touristisch beliebte Burgsteingebiet nicht mehr zugänglich. Die letzte Wirtsfamilie auf dem Burgstein wurde 1952 zwangsausgewiesen. Erst mit der Wende endete für das Burgsteingebiet die Lage im Sperrgebiet.

### Die Gemeinde Burgstein
Benannt nach dem Burgstein mit seinen markanten Kirchenruinen bildete sich im Jahr 1994 die Gemeinde Burgstein aus den Orten Geilsdorf, Großzöbern, Gutenfürst, Heinersgrün, Kemnitz, Krebes und Schwand mit ihren jeweiligen Ortsteilen. 1999 wurde Dröda eingemeindet. Am 1. Januar 2011 wurde die Gemeinde Burgstein mit allen Ortsteilen in die benachbarte Gemeinde Weischlitz eingegliedert, mit der zuvor die Verwaltungsgemeinschaft Weischlitz bestanden hatte.

### Besonderheiten der einzelnen Ortsteile von Burgstein

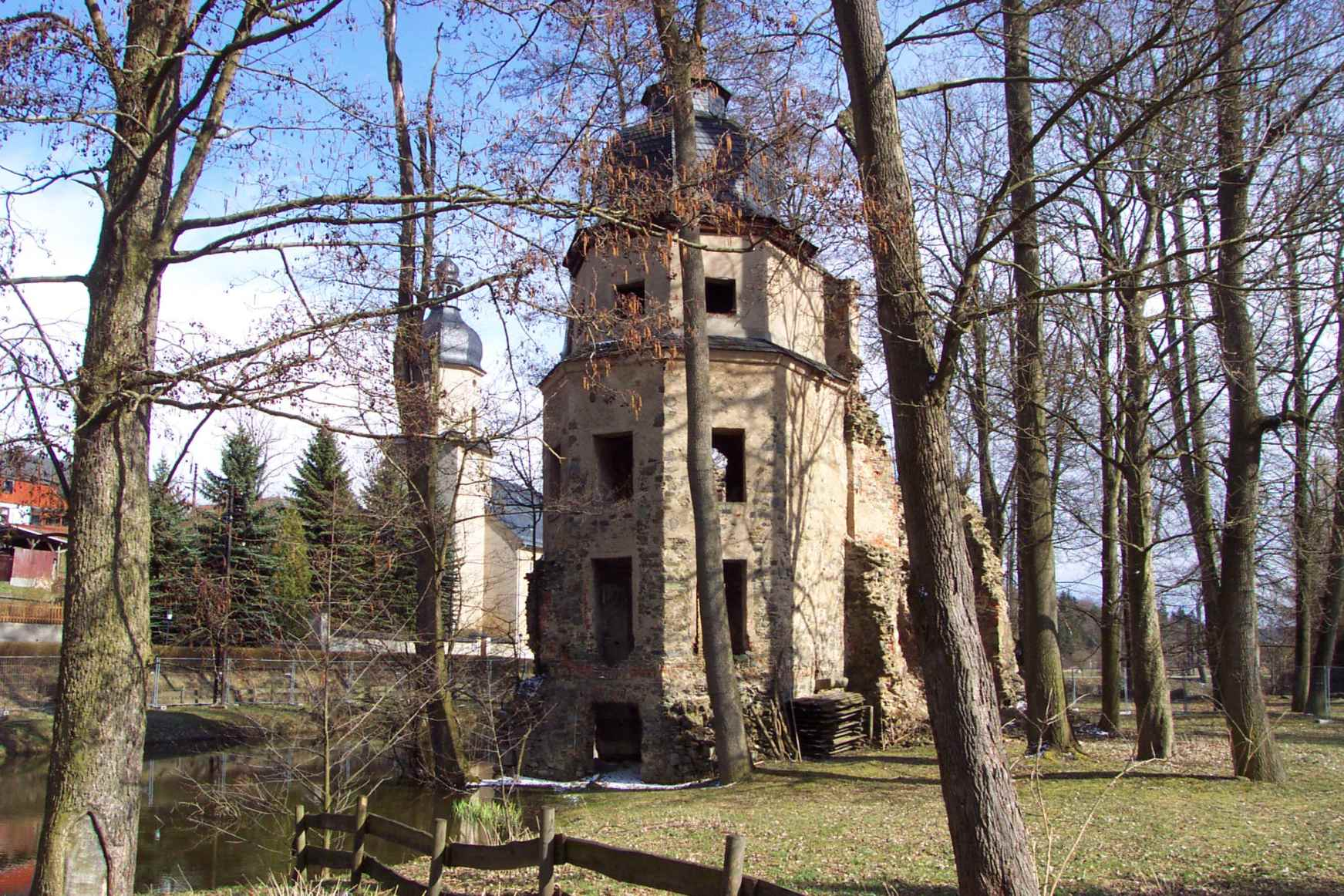
Die Reste des Schlosses in Geilsdorf

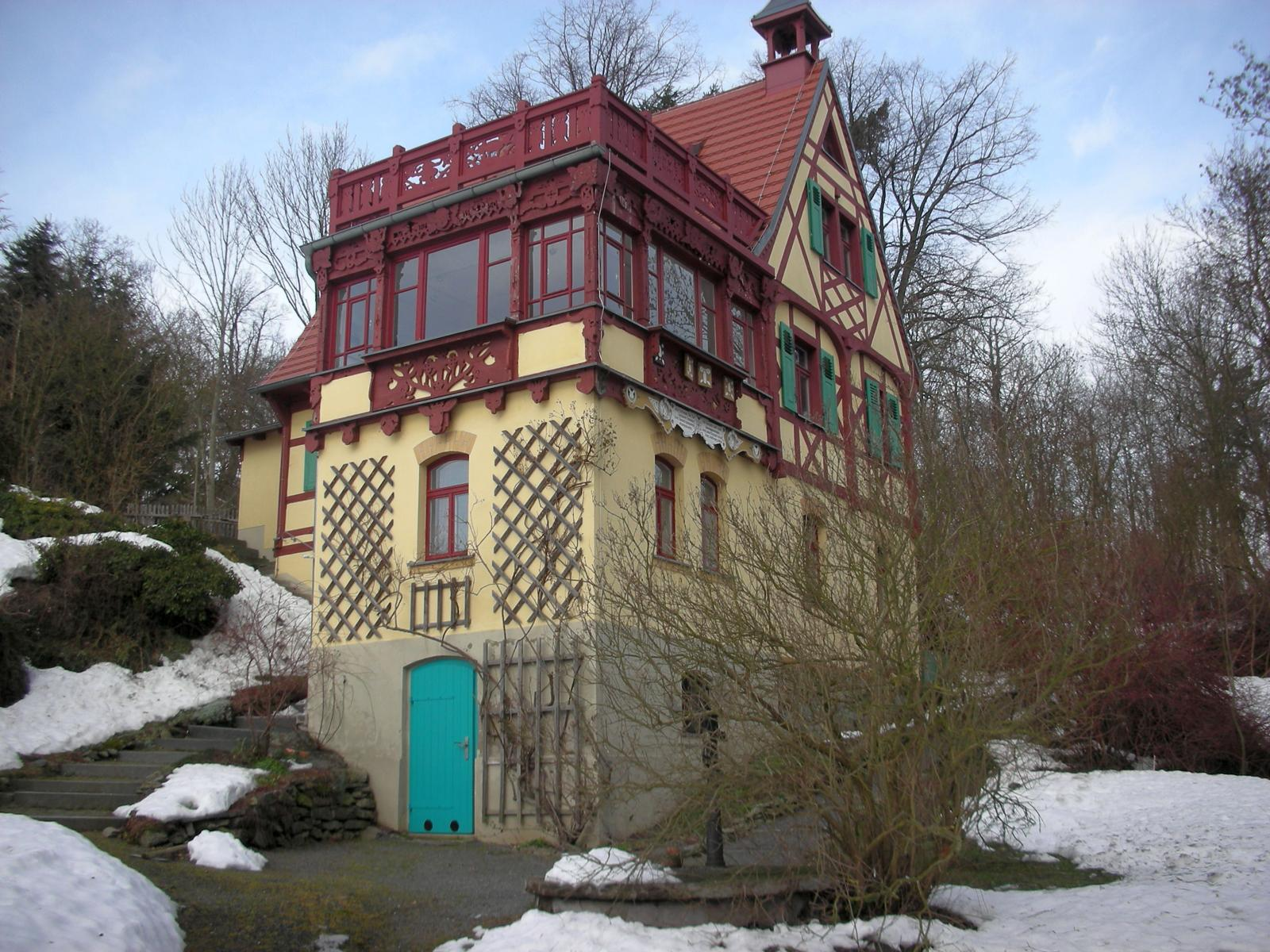
Wohnhaus von Hermann Vogel im Ortsteil Krebes

- Krebes: im Ort Krebes befindet sich neben einer kleinen Museumsstube das Haus von Hermann Vogel (1854–1921), der in der Nachfolge von Ludwig Richter durch seine Buch- und Märchenillustrationen, vor allem im Verlag Braun & Schneider, München, bekannt geworden ist.[9] Im Haus befindet sich eine Außenstelle des Vogtlandmuseums Plauen mit einer Dauerausstellung zu Leben und Werk von Hermann Vogel.

- Ruderitz: Vom Burgstein führt ein Weg durch das Kemnitzbachtal zur Kienmühle, einer im 17. Jahrhundert erbauten Mahl- und Schneidmühle. Im Ort Ruderitz befindet sich ein restaurierter Gasthof aus dem 18. Jahrhundert.

- Geilsdorf: in Geilsdorf sind die restaurierte Ruine eines Wasserschlosses und nahe dem Zusammenfluss von Kemnitz- und Fliegenbach die artesische Thermalquelle Neumühle zu sehen.

- Heinersgrün: Auf einer Anhöhe über dem Dorf Heinersgrün steht St. Clara, die weithin sichtbare Grabkapelle der Familien von Feilitzsch und von Pöllnitz aus dem späten Mittelalter.

- Gutenfürst: Während der Teilung Deutschlands gab es in Gutenfürst einen Grenzübergang.  Anfang Oktober 1989 passierten täglich mehrere Sonderzüge mit DDR-Bürgern diesen Grenzbahnhof.[10] Ihre Ankunft in Westdeutschland fand viel mediale Aufmerksamkeit.[11]

- Verschwundene Orte im ehemaligen Grenzgebiet: auf dem einstigen Gemeindegebiet von Burgstein existierte bis in die 1960er Jahre das Dorf Ramoldsreuth, ein Platzdorf mit Waldhufenflur, das 1968 nach Großzöbern eingemeindet und infolge des Baus der Feilebachtalsperre abgebrochen, devastiert wurde. Der zu Heinersgrün gehörige Ortsteil Markusgrün[12] wurde infolge der Zwangsaussiedlungen an der Grenze beseitigt.
- Ehemaliges Sperrgebiet: Neben dem devastierten Markusgrün lag der zu Krebes gehörende Weiler Schwarzenreuth im Sperrgebiet.[13]

### Einwohnerentwicklung
(jeweils zum 31. Dezember):
| - 1998: 2169 - 1999: 2160 - 2000: 2168 - 2001: 2161 | - 2002: 2151 - 2003: 2076 - 2004: 2053 - 2007: 1996 - 2008: 1987 |

Datenquelle: Statistisches Landesamt Sachsen

## Gedenkstätten
- Auf dem Friedhof des Ortsteiles Großzöbern befinden sich die Grabstätten und am Ortsausgang von Pirk erinnert ein Gedenkstein an fünf jüdische KZ-Häftlinge, die im April 1945 bei dem Todesmarsch aus dem KZ Außenkommando Sonneberg, einem Außenlager des KZ Buchenwald, in Pirk von SS-Männern ermordet wurden.

## Kultur und Sehenswürdigkeiten

### Burgsteinruinen
Die Ruinen der Wallfahrts- und Pfarreikirche sind Kulturdenkmale und beliebte Wanderziele. Im Auftrag der Stadt Plauen wurden sie in den 1990er Jahren restauriert. Dabei wurde das Mauerwerk mit Mörtel verstrichen und die Mauerkronen erhielten abgerundete Betonköpfe. Im Areal in und um den Ruinen wurde der Baumbewuchs beseitigt. Der Innenraum ist durch verzinkte Gitterstabtüren gesichert. Nur bei Veranstaltungen ist der Zutritt möglich. Es besteht seit 2008 eine Vereinigung namens Burgstein-er-Leben e. V. die sich zur Aufgabe gesetzt hat, die Umgebung zu beleben; dort werden bei Voranmeldung Führungen angeboten.
Die Kirchen wurden von den Bistümern Bamberg und Naumburg gebaut, dies wurde durch die Lage nahe der Bistumsgrenzen ermöglicht und von Kasper Sack zu Geilsdorf unterstützt. Aufgrund einer Marienerscheinung bei zwei Bergleuten wurde dort zuerst eine Wehrkirche errichtet, diese wurde später erweitert. Als das Bistum Naumburg von den hohen Besucherzahlen erfuhr, wurde die zweite Kirche in Auftrag gegeben. Im Zuge der Reformation wurden die Kirchen niedergebrannt und vergessen. Erst in den Zeiten der Romantik wurden sie unter Hermann Vogel und seinen Freunden wieder neu belebt.
Durch den Sperrstreifen im Grenzgebiet der DDR zur Bundesrepublik Deutschland war der Burgstein erneut verschlossen. Für den größten Teil der Bevölkerung war der Zugang unmöglich. Dies änderte sich erst mit der Grenzöffnung am 9. November 1989.

Burgsteinruinen
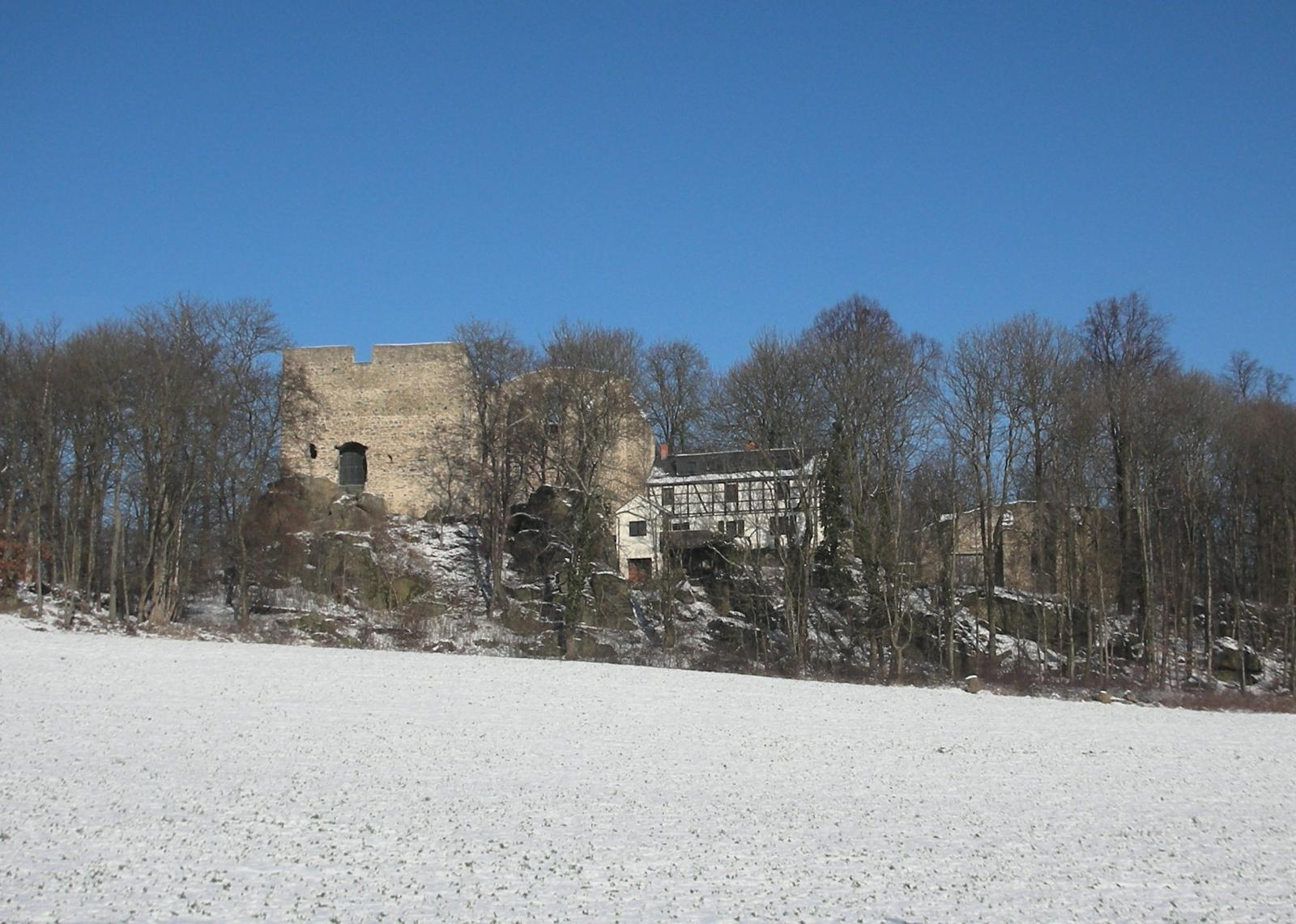
Anlage Ruine Burgstein
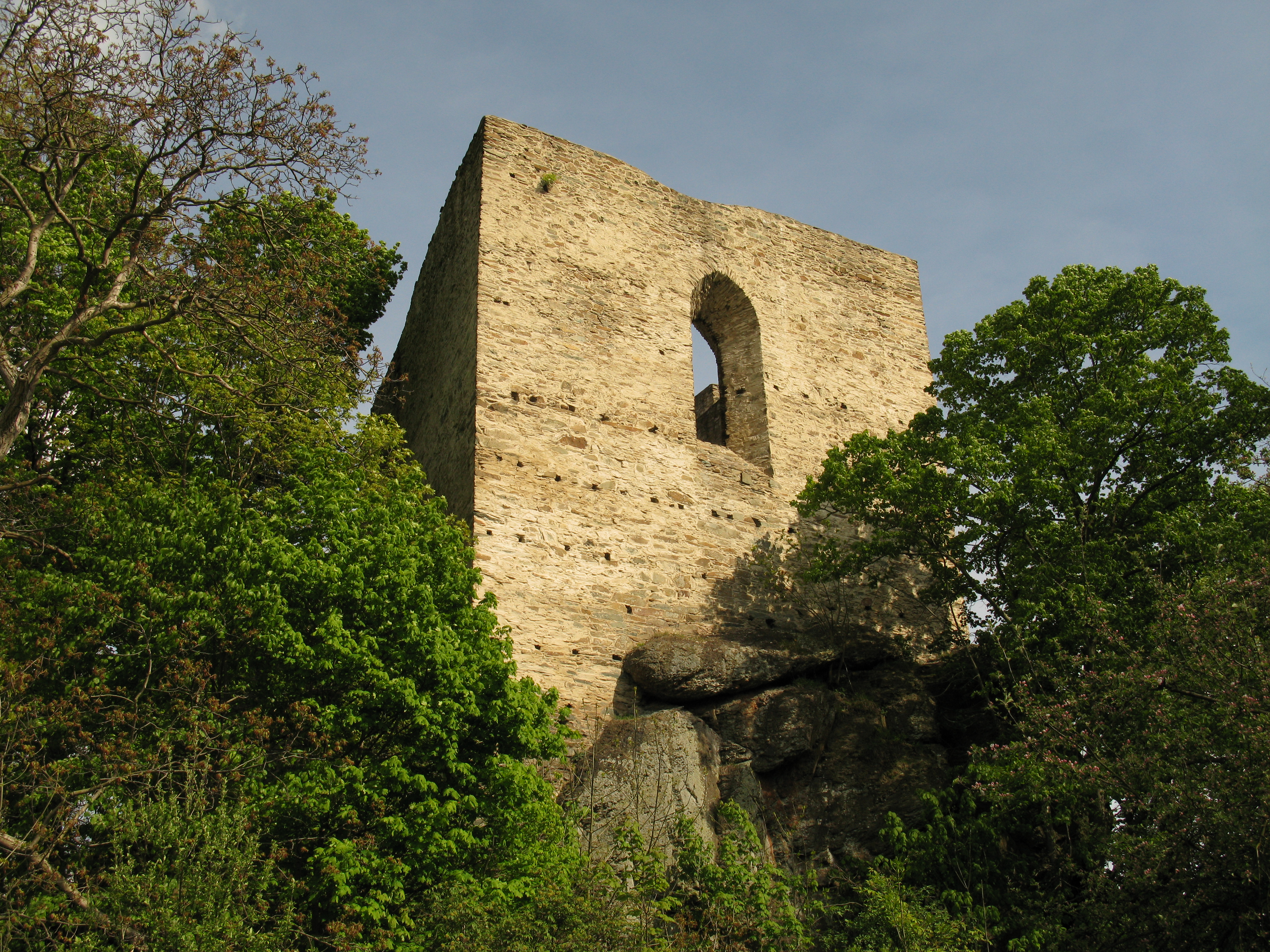
Ruine der oberen Burgstein-Kirche
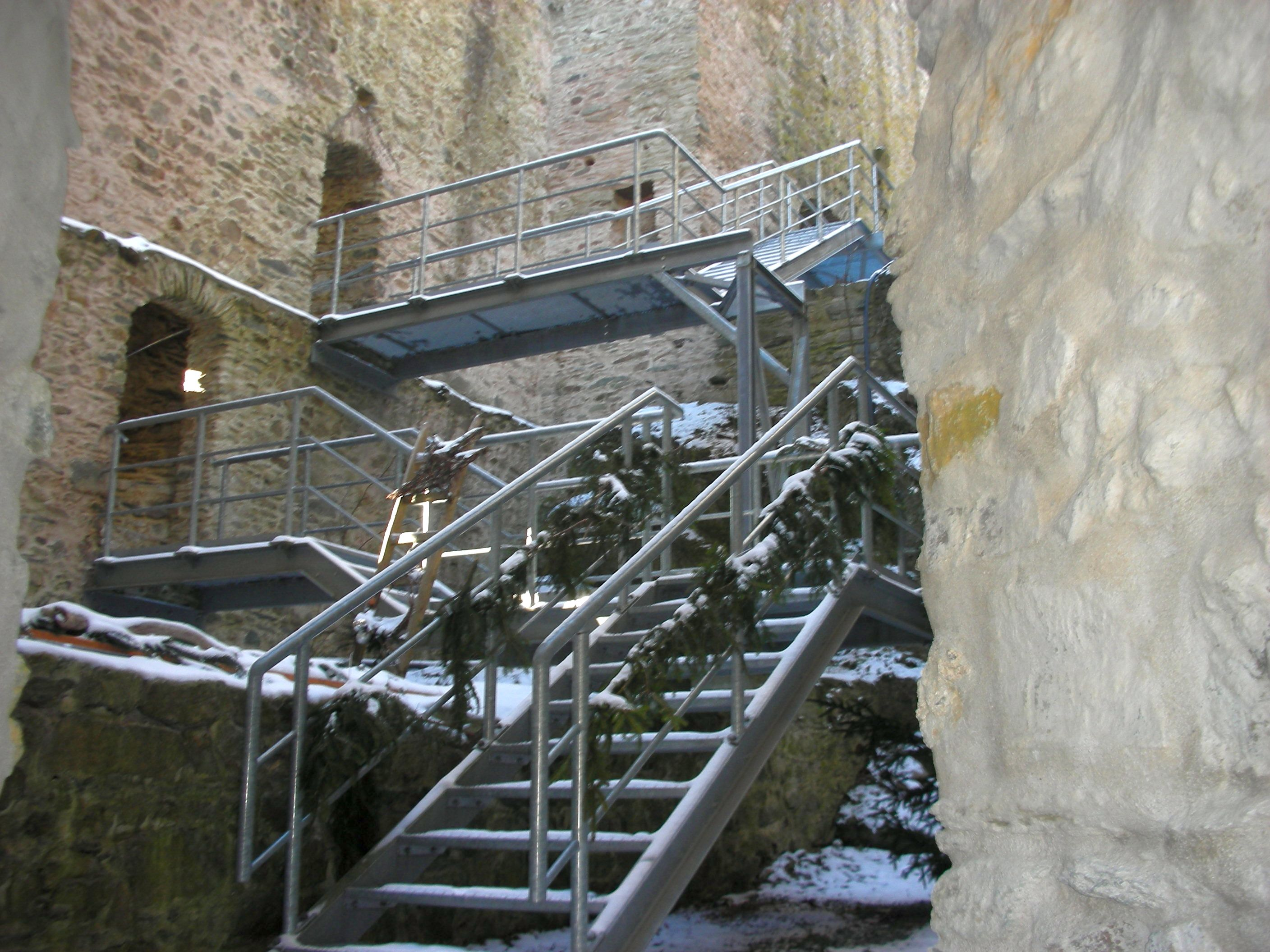
Ruine Burgstein, innen

## Verkehr

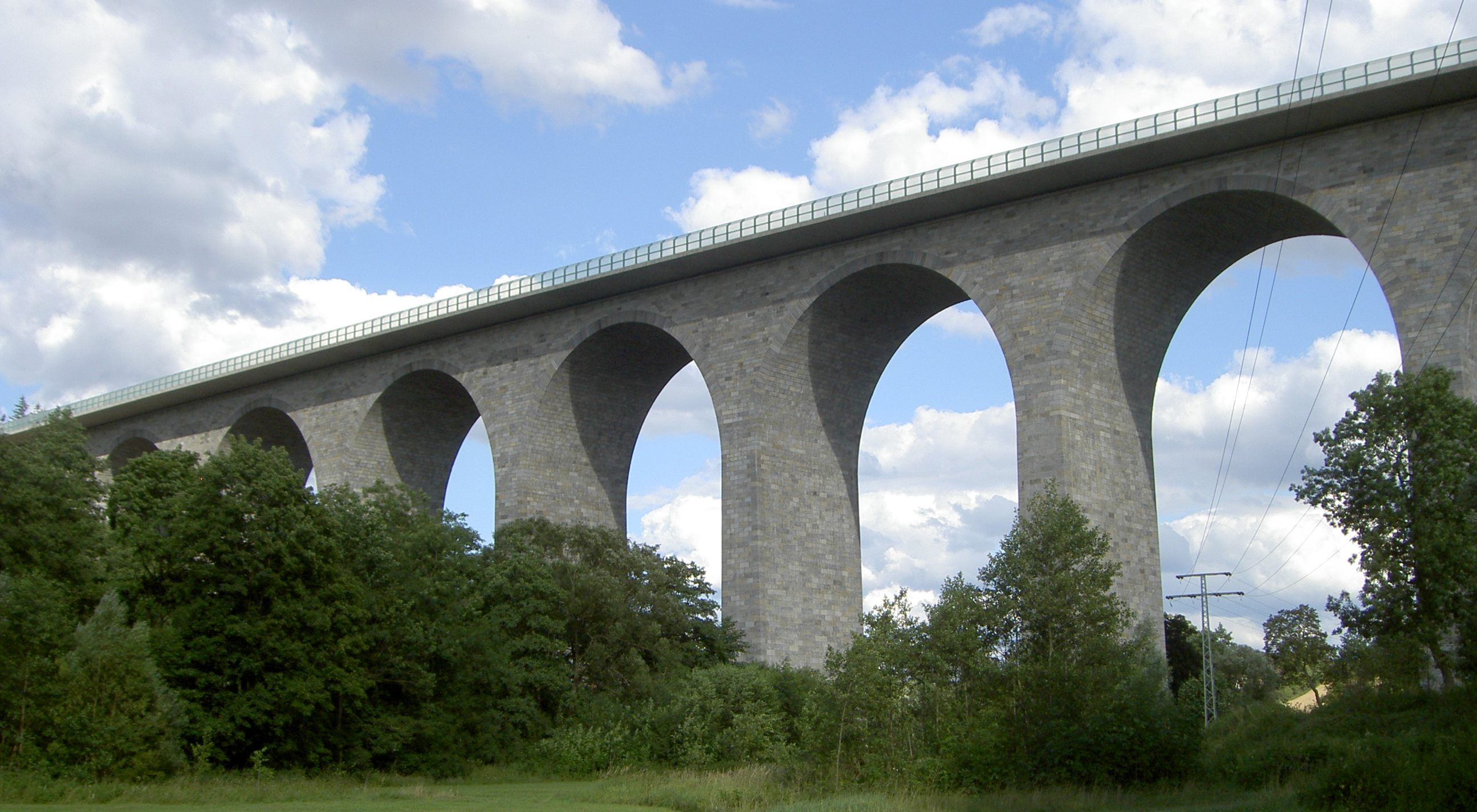
Elstertalbrücke (A 72) bei Pirk

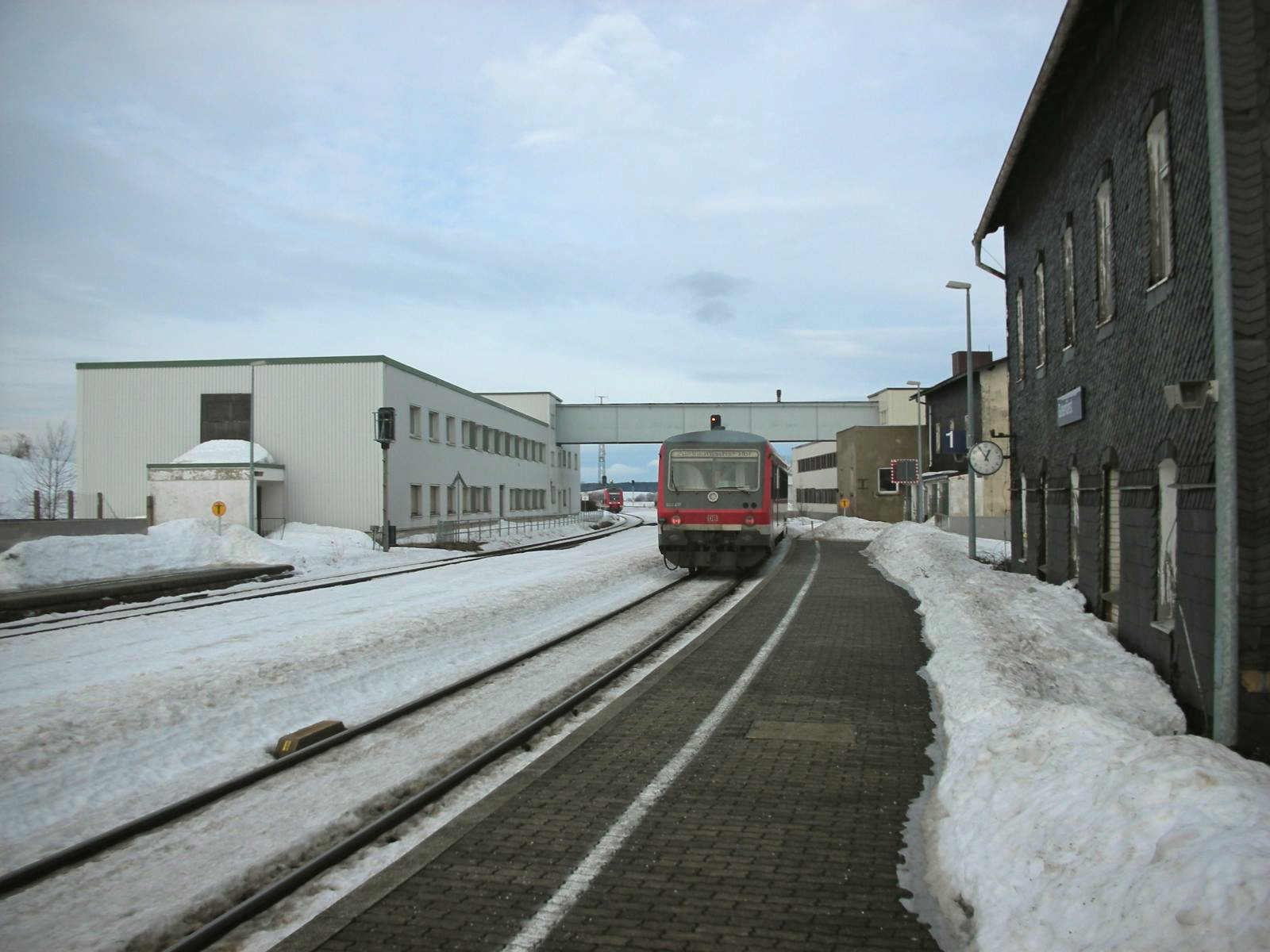
Bahnhof in Gutenfürst, ehemaliger stark gesicherter Grenzbahnhof zwischen DDR und BRD

Auf dem Gebiet der Gemeinde verläuft die Autobahn A 72 mit der Anschlussstelle in Pirk sowie mit der bekannten Elstertalbrücke.
Das Gemeindegebiet wird von Nordost nach Südwest von der Bahnstrecke Leipzig–Hof durchquert. Haltepunkte gibt es in Grobau und Gutenfürst. Der Bahnhof Gutenfürst war zu Zeiten der SBZ/DDR bedeutend als Grenzbahnhof für die Interzonenzüge.

## Söhne und Töchter der Gemeinde
- Hermann Vogel (1854–1921), Maler, gelebt und gestorben in Krebes
- Paul Hartwig (1915–2014), der Vizeadmiral der Bundesmarine und Befehlshaber der Flotte wurde am 14. September 1915 in Steins, einem Ortsteil der ehemaligen Gemeinde Burgstein, geboren, die heute in die Gemeinde Weischlitz eingegliedert ist
- Siegfried Rudert (1932–1980), Maschinenbauingenieur und Professor für Automatisierungstechnik/Regelungstechnik, geboren in Großzöbern